# Esteban de Palma
Esteban de Palma, né le 18 janvier 1967, est un joueur de volley-ball argentin.

## Carrière
Esteban de Palma participe aux Jeux olympiques de 1988 à Séoul et remporte la médaille de bronze avec l'équipe argentine composée de Daniel Castellani, Esteban Martinez, Alejandro Diz, Daniel Colla, Carlos Weber, Hugo Conte, Waldo Kantor, Raul Quiroga, Jon Uriarte, Claudio Zulianello et Juan Cuminetti.